# Massimo Perra
Massimo Perra (Quartu Sant'Elena, 2 aprile 1976) è un allenatore di calcio ed ex calciatore italiano, di ruolo centrocampista.

## Carriera
In carriera ha totalizzato 103 presenze in Serie B con le maglie di Fermana e Frosinone.
Dopo la parentesi nell'ASD Montottone Calcio nel 2012, a luglio passa insieme al tecnico De Angelis alla Fermana nella categoria Eccellenza Marche.

## Palmarès

### Club

#### Competizioni nazionali
- Campionato italiano Serie C1: 1

Fermana: 1998-1999
- Coppa Italia Dilettanti: 1

Fermana: 2012-2013